# Letiště Alicante-Elche
Letiště Alicante-Elche (španělsky: Aeropuerto de Alicante-Elche; kód IATA: ALC, kód ICAO: LEAL) je mezinárodní letiště ve Španělsku, které leží mezi městy Alicante (asi 8 km severovýchodně od letiště) a Elche (asi 10 km západně od letiště). Kromě toho slouží nejen pro Benidorm (jedno z největších letovisek ve Španělsku), ale také pro celý  Valencijský a Murcijský region. Podle počtu cestujících v roce 2019 jde o páté nejrušnější letiště ve Španělsku a patří mezi 50 největších letiště v Evropě. Je leteckou základnou pro společnosti Air Nostrum, Evelop Airlines, Norwegian Air Shuttle, Ryanair a Vueling (2017).
Bylo otevřeno v roce 1967, kdy nahradilo staré letiště La Rabassa z roku 1936. Od roku 2011 zde stojí nový terminál, kam se přesunul veškerý provoz. Až 80 % všech přepravených cestujících pochází z mezinárodních linek. Největší počet cestujících přilétá ze Spojeného království, Nizozemska, Německa, Norska, Belgie a Švédska (viz též Tabulka 4). Populární domácí destinace jsou Barcelona, Madrid a Palma de Mallorca.
V roce 2020 (na počest významného španělského básníka a dramatika Miguela Hernándeze, který se narodil právě v nedalekém městě Alicante, u příležitosti 110. výročí jeho narození) bylo rozhodnuto o novém oficiálním názvu letiště, který se používá od roku 2021 a ve španělštině zní Aeropuerto de Alicante-Elche Miguel Hernández, katalánsky pak Aeroport d'Alacant-Elx Miguel Hernánde.

## Statistiky letiště

### Počty cestujících
V letech 2000 až 2019 počet cestujících na letišti Alicante-Elche téměř nepřetržitě vzrůstal (pouze v letech 2009 a 2012 meziročně přechodně mírně poklesl). Za sledované období vzrostl ze zhruba 6 miliónů v roce 2000 na zhruba 15 miliónů v roce 2019, kdy letiště zaznamenalo dosud největší počet cestujících (podrobněji viz Tabulka 1). V relativním vyjádření počet cestujích za toto období vzrostl 2,5krát. V letech 2020–2021 došlo i na zdejším letišti (jako skoro na všech letištích) k obrovskému poklesu v důsledku pandemie covidu-19. V roce 2020 toto letiště přepravilo méně než jednu čtvrtinu cestujících oproti předcházejícím roku! V roce 2021 sice oproti roku 2020 došlo ke znatelnému oživení, ale i tak počet cestujících dosáhl jen 38,8 procent rekordního roku 2019.
| Rok  | Počet cestujících | Bazický index (2000=100) | Změna [%] |
| ---- | ----------------- | ------------------------ | --------- |
| 2000 | 6 038 266         | 100                      | x         |
| 2001 | 6 542 121         | 108                      | ▲ 8,3     |
| 2002 | 7 010 322         | 116                      | ▲ 7,2     |
| 2003 | 8 195 454         | 136                      | ▲ 16,9    |
| 2004 | 8 571 144         | 142                      | ▲ 4,6     |
| 2005 | 8 795 705         | 146                      | ▲ 2,6     |
| 2006 | 8 893 720         | 147                      | ▲ 1,1     |
| 2007 | 9 120 631         | 151                      | ▲ 2,6     |
| 2008 | 9 578 304         | 159                      | ▲ 5,0     |
| 2009 | 9 139 607         | 151                      | ▼ −4,6    |
| 2010 | 9 382 935         | 155                      | ▲ 2,7     |
| 2011 | 9 913 764         | 164                      | ▲ 5,7     |
| 2012 | 8 855 764         | 147                      | ▼ −10,7   |
| 2013 | 9 638 835         | 160                      | ▲ 8,8     |
| 2014 | 10 066 067        | 167                      | ▲ 4,4     |
| 2015 | 10 575 288        | 175                      | ▲ 5,1     |
| 2016 | 12 344 945        | 204                      | ▲ 16,7    |
| 2017 | 13 706 513        | 227                      | ▲ 11,0    |
| 2018 | 13 981 320        | 232                      | ▲ 2,0     |
| 2019 | 15 047 840        | 249                      | ▲ 7,6     |
| 2020 | 3 739 499         | 62                       | ▼ −75,1   |
| 2021 | 5 841 181         | 97                       | ▲ 56,2    |

### Počet letů a přepravený náklad
Počet vzletů a přistání po celé toto období rovněž dlouhodobě rostl (opět s občasnými přechodnými malými poklesy), ale procentuálně méně než počet cestujících, což je dáno nárůstem podílu větších letadel. Naopak objem přepraveného nákladu od roku 2000 téměř nepřetržitě klesal a v roce 2019 jeho objem činil přibližně polovinu nákladu přepraveného v roce 2000. I když pomineme další pokles v krizových letech 2020–2021, tak i pro toto letiště platí, že dlouhodobě se rozvíjí osobní doprava (především turistů), zatímco význam nákladní dopravy zde setrvale klesá.
| Rok  | Vzletů a přistání | Změna [%] | Cargo (tun) | Změna [%] |
| ---- | ----------------- | --------- | ----------- | --------- |
| 2000 | 56 427            | x         | 7 745       | x         |
| 2001 | 56 550            | ▲ 0,2     | 7 923       | ▲ 2,3     |
| 2002 | 59 268            | ▲ 4,8     | 6 548       | ▼ −17,4   |
| 2003 | 66 571            | ▲ 12,3    | 5 848       | ▼ −10,7   |
| 2004 | 71 387            | ▲ 7,2     | 6 036       | ▲ 3,2     |
| 2005 | 76 109            | ▲ 6,6     | 5 193       | ▼ −14,0   |
| 2006 | 76 813            | ▲ 0,9     | 4 931       | ▼ −5,0    |
| 2007 | 79 756            | ▲ 3,8     | 4 533       | ▼ −8,1    |
| 2008 | 81 097            | ▲ 1,7     | 5 982       | ▲ 32,0    |
| 2009 | 74 281            | ▼ −8,4    | 3 199       | ▼ −46,5   |
| 2010 | 74 474            | ▲ 0,3     | 3 112       | ▼ −2,7    |
| 2011 | 75 572            | ▲ 1,5     | 3 011       | ▼ −3,2    |
| 2012 | 62 468            | ▼ −17,3   | 2 527       | ▼ −16,1   |
| 2013 | 68 305            | ▲ 9,3     | 2 589       | ▲ 2,5     |
| 2014 | 71 571            | ▲ 4,8     | 2 637       | ▲ 1,9     |
| 2015 | 74 086            | ▲ 3,5     | 3 587       | ▲ 36,0    |
| 2016 | 87 113            | ▲ 17,6    | 5 461       | ▲ 52,2    |
| 2017 | 89 527            | ▲ 2,8     | 5 040       | ▼ −7,7    |
| 2018 | 96 734            | ▲ 8,1     | 4 013       | ▼ −20,4   |
| 2019 | 101 408           | ▲ 4,8     | 4 032       | ▲ 0,5     |
| 2020 | 37 153            | ▼ −63,4   | 3 519       | ▼ −12,7   |
| 2021 | 51 505            | ▲ 38,6    | 3 984       | ▲ 13,2    |

### Nejvytíženější linky
V přehledu nejvytíženějších vnitrostátních a mezinárodním linek dominují trasy do Spojeného království, kterých je v tabulce celkem devět. Až na třetím místě je nejfrekventovanější vnitrostání linka do Barcelony, dále jsou v přehledu zastoupeny linky do Belgie, Nizozemska a severských zemí.
| Pořadí | Město, země                  | Cestujících | Letecké společnosti                                                    |
| ------ | ---------------------------- | ----------- | ---------------------------------------------------------------------- |
| 1      | London Gatwick, UK           | 892 138     | British Airways, EasyJet, Norwegian, Ryanair Group, TUI Group, Vueling |
| 2      | Manchester, UK               | 745 827     | EasyJet, Jet2, Ryanair Group, TUI Group, Thomas Cook                   |
| 3      | Barcelona, Španělsko         | 448 546     | Vueling                                                                |
| 4      | Amsterdam, Nizozemí          | 436 483     | EasyJet, KLM, Vueling                                                  |
| 5      | Brussels, Belgie             | 412 949     | Lufthansa Group, Ryanair Group, TUI Group, Vueling                     |
| 6      | Birmingham, UK               | 409 468     | Jet2, Ryanair Group, TUI Group                                         |
| 7      | East Midlands, UK            | 403 673     | Jet2, TUI Group, Ryanair Group                                         |
| 8      | Oslo, Norsko                 | 381 664     | Norwegian, SAS                                                         |
| 9      | Newcastle, UK                | 378 070     | EasyJet, Jet2, Ryanair Group, TUI Group                                |
| 10     | London Stansted, UK          | 372 824     | Jet2, Ryanair Group                                                    |
| 11     | Bristol, UK                  | 367 353     | EasyJet, Ryanair Group, TUI Group                                      |
| 12     | Leeds Bradford, UK           | 330 331     | Jet2, Ryanair Group                                                    |
| 13     | Luton, UK                    | 317 087     | EasyJet, Ryanair Group                                                 |
| 14     | Stockholm, Švédsko           | 314 467     | Norwegian, SAS                                                         |
| 15     | Madrid, Španělsko            | 299 927     | Air Europa, Iberia                                                     |
| 16     | Palma de Mallorca, Španělsko | 298 146     | Air Europa, Iberia, Ryanair Group, Vueling                             |

### Podle zemí
Protože v předchozí tabulce 3 celkem 9 linek vede do Spojeného království, není nijak překvapivé, že v přehledu dle zemí naprosto dominuje (skoro 5,6 miliónu cestujících, 37,2 procent všech přepravených cestujících v roce 2019). Domácí Španělsko (vnitrostátní linky) na druhém místě je již s velkým odstupem (10,3 procent všech cestujících), Nizozemsko na 3. místě a Německo na 4. místě mají skoro stejný počet cestujících a podíl přibližně 6,1 procenta.
| Pořadí | Země       | Cestujících | Letecké společnosti                                                            |
| ------ | ---------- | ----------- | ------------------------------------------------------------------------------ |
| 1      | UK         | 5 598 054   | British Airways (a BA Cityflyer), EasyJet, Jet2, Ryanair, TUI Airways, Vueling |
| 2      | Španělsko  | 1 550 745   | Air Europa, Iberia (and Iberia Regional), Ryanair, Volotea, Vueling            |
| 3      | Nizozemsko | 919 171     | EasyJet, KLM, Ryanair, Vueling, TUI fly Netherlands                            |
| 4      | Německo    | 915 864     | EasyJet, Lufthansa, Ryanair, Eurowings, TUI fly Deutschland                    |
| 5      | Norsko     | 766 289     | Norwegian Air Shuttle, Ryanair, SAS                                            |
| 6      | Belgie     | 682 773     | Brussels Airlines, Ryanair, TUI fly Belgium, Vueling                           |
| 7      | Švédsko    | 565 904     | Norwegian Air Shuttle, Ryanair, SAS                                            |
| 8      | Francie    | 387 474     | Air France, Ryanair, Volotea, Vueling                                          |
| 9      | Irsko      | 355 887     | Aer Lingus, Ryanair                                                            |
| 10     | Dánsko     | 335 437     | Norwegian Air Shuttle, Ryanair, SAS                                            |
| 11     | Itálie     | 319 768     | EasyJet, Ryanair, Volotea, Vueling                                             |
| 12     | Švýcarsko  | 275 872     | EasyJet, Swiss, Vueling                                                        |
| 13     | Alžír      | 258 184     | Air Algérie, Vueling                                                           |
| 14     | Rusko      | 243 644     | Aeroflot, S7 Airlines, Vueling                                                 |
| 15     | Polsko     | 217 010     | Ryanair, Wizzair                                                               |
| 16     | Finsko     | 176 234     | Finnair, Norwegian Air Shuttle                                                 |

### Podle leteckých společností
Z leteckých společností má daleko největší podíl Ryanair (přes 32 % všech přepravených cestujících), který také má na tomto letišti jednu ze svých základen.  Skupina easyJet na druhém místě má podíl skoro 13 % a  Vueling (který má na zdejším letiště také svou základnu) na třetím místě má podíl 11,4 procent.
| Pořadí | Společnost/skupina                                  | Cestujících |
| ------ | --------------------------------------------------- | ----------- |
| 1      | Ryanair                                             | 4 869 810 ▲ |
| 2      | easyJet + easyJet Europe + easyJet Switzerland      | 1 941 350 ▲ |
| 3      | Vueling                                             | 1 709 242 ▲ |
| 4      | Norwegian Air International + Norwegian Air Shuttle | 1 365 214 ▲ |
| 5      | Jet2                                                | 1 332 097 ▲ |
| 6      | Transavia                                           | 616 110 ▲   |
| 7      | TUI fly Belgium                                     | 355 815 ▲   |
| 8      | TUI Airways                                         | 312 714 ▼   |
| 9      | SAS                                                 | 300 455 ▼   |
| 10     | Air Nostrum                                         | 283 530 ▼   |
| 11     | British Airways                                     | 204 031 ▲   |
| 12     | Air Europa                                          | 195 769 ▼   |
| 13     | S7 Airlines                                         | 180 901 ▲   |
| 14     | Air Algérie                                         | 164 637 ▼   |
| 15     | Wizz Air                                            | 147 892 ▲   |